# Profetul din grotă
Profetul din grotă (The Caveman's Valentine) este un film din 2001 regizat de Kasi Lemmons. În rolurile principale joacă actorii Samuel L. Jackson, Colm Feore și Aunjanue Ellis.

## Prezentare
Romulus Ledbetter (Samuel L. Jackson) este un fost familist și pianist care a studiat la școala de muzică Juilliard, dar care acum suferă de schizofrenie paranoidă și locuiește într-o peșteră, în Inwood Park, New York. El crede că un om pe nume Cornelius Gould Stuyvesant controlează lumea cu razele emise din partea de sus a Clădirii Chrysler și că mintea acestuia este locuită de molii ca serafimii. De Ziua Îndrăgostiților, el descoperă corpul înghețat al unui tânăr, Scotty Gates (Sean MacMahon), atârnând într-un copac de lângă peștera sa. Poliția, inclusiv fiica lui Romulus, Lulu (Aunjanue Ellis), nu cred că moartea omului este doar un accident, cu toate acestea un fost iubit al lui Scotty, acum un vagabond fără casă, îi spune lui Romulus că tânărul a fost ucis de către celebrul fotograf David Leppenraub (Colm Feore). Hotărât să descopere adevărul din spatele morții lui Scotty și să dovedească fiicei sale că încă mai e bun de ceva, Romulus reușește să obțină o invitație prin intermediul unui fost prieten pentru a interpreta la pian una din compozițiile sale la ferma lui Leppenraub. Ceea ce urmează în continuare este o poveste plină de mister, înșelăciune și lupta unui om împotriva minții sale.

## Actori
- Samuel L. Jackson - Romulus Ledbetter
- Colm Feore - David Leppenraub
- Aunjanue Ellis - Officer Lulu Ledbetter
- Tamara Tunie - Sheila Ledbetter
- Jay Rodan - Joey Peasley
- Ann Magnuson - Moira Leppenraub
- Anthony Michael Hall - Bob
- Sean MacMahon - Scotty Gates